# Martin von Golin
Martin von Golin ist ein von Peter von Dusburg in dessen „Chronicon terre Prussie“ an mehreren Stellen erwähnter latrunculus (dt. Freibeuter) aus dem Kulmer Land, der laut Peter in der zweiten Hälfte des 13. Jahrhunderts auf Seiten der Deutschordensritter gegen die heidnischen Prußen und Litauer kämpfte.

## Martin von Golin bei Peter von Dusburg
Erstmals erwähnt Peter von Dusburg Martin im Zusammenhang mit einer Schlacht bei einem Rensen genannten Sumpf zwischen Deutschordensrittern und vom Glauben abgefallenen Prußen unter Herzog Swantopolk. Im Anschluss an die Schlacht, die entweder im Juni oder im September des Jahres 1243 stattfand, berichtet Peter folgendes:

„[Unter den Gefangenen der Prußen] waren auch Martin von Golin und seine schwangere Schwester; als diese wegen des Gewichts ihrer Leibesfrucht dem eiligen Marsch des Heeres nicht folgen konnte, öffnete der Pruße, welcher sie als Gefangene mit sich führte, ihr den Leib mit dem Schwert; das Kind fiel lebendig in den Sand, sie selbst aber starb. Diese abscheuliche Tat flößte Martin solches Entsetzen und solchen Haß auf die Ungläubigen ein, daß er ihnen nach seiner Befreiung oftmals große Plage bereitete […].“

An sechs weiteren, inhaltlich unzusammenhängenden Stellen  berichtet Peter darüber, wie Martin gemeinsam mit Ordensrittern oder im Auftrag des Ordens verschiedentlich gegen Prußen oder Litauer kämpft. Bei der letzten Erwähnung Martins überfällt dieser in einer kleinen Gruppe ein Handelsschiff in Litauen, tötet die Besatzung und verkauft die Waren. Den Gewinn teilen die Männer unter sich auf.

## Martin von Golin und die Legende der Vierbrüdersäule

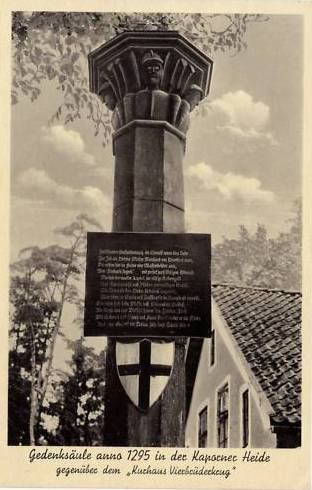
Die Vierbrüdersäule

Martin von Golin wird zudem mit der Vierbrüdersäule, die in der Kaporner Heide bei Königsberg stand, in Verbindung gebracht. Die Säule soll laut einer Sage zum Gedenken an vier getötete Ordensbrüder errichtet worden sein. Die vier Brüder wurden mit vier getöteten Begleitern Martins bei einem Raubzug gleichgesetzt. Peter von Dusburg berichtet aber nichts von der Errichtung einer Gedenksäule in diesem Zusammenhang. Martin wird in der Wiedergabe der Legende oft auch als Ordensbruder bezeichnet. Laut Peter ist Martin aber kein Ordensbruder, er nennt ihn ausdrücklich einen latrunculus cristianus (dt. einen christlichen Freibeuter, bei Nikolaus von Jeroschin mhd. cristnin strûtérin), niemals aber Bruder. Insgesamt kann ein Zusammenhang zwischen Martin und der Säule nicht zweifelsfrei belegt werden, die Bezeichnung Martins als Ordensbruder könnte in diesem Zusammenhang einer mündlichen Tradierung der Legende zuzuschreiben sein, die sich mit der Zeit von den Angaben Peters entfernte.